# Auguste Cavadini
Auguste Baptiste Cavadini (Morbio Inferiore, Ticino, Suïssa, 21 de juliol de 1865 – ?) va ser un tirador francès. El 1900 va prendre part en els Jocs Olímpics de París, en què disputà cinc proves del programa de tir olímpic. Guanyà la medalla de bronze en la prova de rifle militar, tres posicions per equips, junt a Maurice Lecoq, Léon Moreaux, Achille Paroche i René Thomas, mentre que la prova individual fou onzè. En rifle militar, bocaterrosa fou setè, desè en rifle militar, dempeus i dissetè en rifle militar, de genolls.